# Ceratonereis fallax
Ceratonereis fallax is een borstelworm uit de familie Nereididae. Het lichaam van de worm bestaat uit een kop, een cilindrisch, gesegmenteerd lichaam en een staartstukje. De kop bestaat uit een prostomium (gedeelte voor de mondopening) en een peristomium (gedeelte rond de mond) en draagt gepaarde aanhangsels (palpen, antennen en cirri).
Ceratonereis fallax werd in 1866 voor het eerst wetenschappelijk beschreven door Jean Louis Armand de Quatrefages de Bréau.